# Hymenorchis nannodes
Hymenorchis nannodes är en orkidéart som beskrevs av Rudolf Schlechter. Hymenorchis nannodes ingår i släktet Hymenorchis och familjen orkidéer. Inga underarter finns listade i Catalogue of Life.